# シルヴァー・レイルズ
『シルヴァー・レイルズ』（Silver Rails）は、スコットランドのミュージシャン、ジャック・ブルースが2014年3月に発表したスタジオ・アルバム。ブルースは2014年10月25日に71歳で死去したので、結果的に生前最後のアルバムとなった。

## 背景
ジョン・メデスキとシンディ・ブラックマン・サンタナは、本作に先がけてトニー・ウィリアムス・ライフタイムのトリビュート・バンド「スペクトラム・ロード」でもブルースと共演している。「キープ・イット・ダウン」はアルバム『アウト・オブ・ザ・ストーム』（1974年）、「ノー・サレンダー」は『クエスチョン・オブ・タイム』（1989年）の収録曲の再録音で、いずれもバーニー・マースデンがギターを担当した。
ブルースの説明によれば、「ラスティ・レディ」はクリームの「政治家」（1968年）の現代版と言える曲で、歌詞はマーガレット・サッチャーを題材としている。
イギリス及びヨーロッパでは、28分に及ぶメイキング映像を収録したDVD付きのデラックス・エディション盤も発売された。

## 評価
Thom Jurekはオールミュージックにおいて5点満点中3.5点を付け「音楽的には極めて多様で、1969年の『ソングス・フォー・ア・テイラー』とは精神的な意味で遠い親戚と言える」と評している。また、Phillip WooleverはAll About Jazzのレビューで5点満点中4.5点を付け「5曲において、ジョン・メデスキの壮大なハモンドが特徴的な閃きをもたらしている」「ちょっとした失策もあるとはいえ、『シルヴァー・レイルズ』は確かにブルースの最高傑作の一つであり、恐らく、ここ何年かでは最上の作品と言えよう」と評している。

## 収録曲
特記なき楽曲は作詞がピート・ブラウン、作曲がジャック・ブルースによる。
1. キャンドルライト "Candlelight" (Jack Bruce, Margrit Seyffer) – 4:20
2. リーチ・フォー・ザ・ナイト "Reach for the Night" – 6:19
3. フィールズ・オブ・フォーエヴァー "Fields of Forever" – 4:35
4. ヒドゥン・シティーズ "Hidden Cities" (J. Bruce, Kip Hanrahan) – 5:01
5. ドント・ルック・ナウ "Don't Look Now" – 5:06
6. ラスティ・レディ "Rusty Lady" – 5:13
7. インダストリアル・チャイルド "Industrial Child" – 3:40
8. ドローン "Drone" (J. Bruce) – 4:47
9. キープ・イット・ダウン "Keep It Down" – 4:57
10. ノー・サレンダー "No Surrender" – 3:33

## 参加ミュージシャン
- ジャック・ブルース - ボーカル、ベース、ピアノ、メロトロン
- フィル・マンザネラ - ギター（#1）
- トニー・レミー - リズムギター（#1）、ギター（#2、#3、#5）、アコースティック・ギター（#7）
- マルコム・ブルース[注釈 2][10][11] - アコースティック・ギター（#2）、ギター（#5、#6）
- ピアース・マッキンタイア - アコースティック・ギター（#3）
- ウリ・ジョン・ロート - ギター（#4）
- ロビン・トロワー - ギター（#6）
- バーニー・マースデン - ギター（#9、#10）
- ジョン・メデスキ（英語版） - ハモンドオルガン（#1、#2、#4、#5、#9）、メロトロン（#5）
- フランク・トントー - ドラムス（#1、#2、#3、#5、#6、#9）
- シンディ・ブラックマン・サンタナ（英語版） - ドラムス（#4、#10）
- ミロス・パル - ドラムス（#8）、ジャンベ（#1）
- ロブ・キャス - パーカッション（#1、#3、#6）、バックグラウンド・ボーカル（#10）
- デレク・ナッシュ - テナー・サクソフォーン（#1、#2、#3）
- ラッセル・ベネット - トランペット（#1、#3）
- ウィンストン・ロリンズ - トロンボーン（#1、#3）
- アルーバ・レッド - ボーカル（#4）
- シャンテル・ナンディ - ボーカル（#4）
- Julie Iwheta - ボーカル（#4）
- カイラ・ブルース[注釈 3][12] - ボーカル（#4）